# Crawfordia labrosiformidis
Crawfordia labrosiformidis är en insektsart som beskrevs av Pierce 1918. Crawfordia labrosiformidis ingår i släktet Crawfordia och familjen stekelvridvingar. Inga underarter finns listade i Catalogue of Life.